# Тијеле
Тијеле (кин: 鐵勒), такође познати као Чиле (кин: 敕勒) и Гаоче (кин: 高车), назив је за номадски народ који је живео у степама северне Кине и централне Азије, и први пут се појавио након распада Ксијонгну конфедерације. Кинески извори их сматрају истоветнима са ранијим народом Динглинг.

### Примарне референце
- Sima Guang (1985). A Translation (in Vernacular Chinese) and Annotation of Zizhi Tongjian by Bo Yang (Vol.27). Taipei: Yuan-Liou Publishing Company Ltd.  957-32-0847-4.
- Sima Guang (1986). A Translation (in Vernacular Chinese) and Annotation of Zizhi Tongjian by Bo Yang (Vol.30). Taipei: Yuan-Liou Publishing Company Ltd.  957-32-0804-0.
- Sima Guang (1987). A Translation (in Vernacular Chinese) and Annotation of Zizhi Tongjian by Bo Yang (Vol.38). Taipei: Yuan-Liou Publishing Company Ltd.  957-32-0808-3.
- Sima Guang (1987). A Translation (in Vernacular Chinese) and Annotation of Zizhi Tongjian by Bo Yang (Vol.41). Taipei: Yuan-Liou Publishing Company Ltd.  957-32-0864-4.
- Sima Guang (1987). A Translation (in Vernacular Chinese) and Annotation of Zizhi Tongjian by Bo Yang (Vol.42). Taipei: Yuan-Liou Publishing Company Ltd.  957-32-0865-2.
- Sima Guang (1988). A Translation (in Vernacular Chinese) and Annotation of Zizhi Tongjian by Bo Yang (Vol.46). Taipei: Yuan-Liou Publishing Company Ltd.  957-32-0870-9.
- Sima Guang (1988). A Translation (in Vernacular Chinese) and Annotation of Zizhi Tongjian by Bo Yang (Vol.47). Taipei: Yuan-Liou Publishing Company Ltd.  957-32-0881-4.
- Sima Guang (1988). A Translation (in Vernacular Chinese) and Annotation of Zizhi Tongjian by Bo Yang (Vol.48). Taipei: Yuan-Liou Publishing Company Ltd.  957-32-0871-7.
- Sima Guang (1989). A Translation (in Vernacular Chinese) and Annotation of Zizhi Tongjian by Bo Yang (Vol.50). Taipei: Yuan-Liou Publishing Company Ltd.  957-32-0810-5.

### Секундарне референце
- Duan, Lianqin (1988). "Dingling, Gaoju and Tiele". Shanghai: Shanghai People's Press.  7-208-00110-3.
- Li, Jihe (2003). "A Research on Migration of Northwestern Minorities Between pre-Qin to Sui and Tang". Beijing: Nationalities Press.  7-105-05908-7.
- Lu, Simian [1934] (1996). "A History of Ethnic Groups in China". Beijing: Oriental Press.  7-5060-0735-5.
- Pulleyblank, Edwin G (2002). "Central Asia and Non-Chinese Peoples of Ancient China". Aldershot: Ashgate Publishing.  0-86078-859-8.
- Trever, Camilla (1932). "Excavations in Northern Mongolia (1924-1925)". Leningrad: J. Fedorov Printing House. OCLC 2566311.
- Shen, Youliang (1998). "A Research on Northern Ethnic Groups and Regimes". Beijing: Central Nationalities University Press.  7-81056-131-6.
- Suribadalaha (1986). "New Studies of the Origins of the Mongols". Beijing: Nationalities Press. OCLC 19390448.
- Wang, Xiaofu (1992). "Political Relationship Between the Chinese, Tibetan and Arab". Beijing: Peking University Press.  7-301-01962-9.
- Xue, Zongzheng (1992). "A History of Turks". Beijing: Chinese Social Sciences Press.  7-5004-0432-8.
- Zhang, Bibo, and Dong, Guoyao (2001). "Cultural History of Ancient Northern Ethnic Groups in China". Harbin: Heilongjiang People's Press.  7-207-03325-7.
- The Peoples of the West, University of Washington, from the Weilue, by Yu Huan